# İbrahim Zengin
İbrahim Zengin (Amasya, Turquía, 1931-10 de julio de 2013) fue un deportista turco especialista en lucha libre olímpica donde llegó a ser subcampeón olímpico en Melbourne 1956.

## Carrera deportiva
En los Juegos Olímpicos de 1956 celebrados en Melbourne ganó la medalla de plata en lucha libre olímpica estilo peso wélter, siendo superado por el japonés Mitsuo Ikeda (oro) y por delante del soviético Vakhtang Balavadze (bronce).